# كيث ديفيس (لاعب كريكت)
كيث ديفيس (5 ديسمبر 1935 في المملكة المتحدة - )  (بالإنجليزية: Keith Davis)‏ هو لاعب كريكت بريطاني.